# Acktjära
Acktjära är en by i Bollnäs kommun i Gävleborgs län belägen i Hanebo distrikt, cirka 10 kilometer söder om Bollnäs.

## Beskrivning
Acktjära by ligger vid allmänna vägen från Granbo mot byarna Hå och Görtsbo. Byn har bland annat företag inom åker- och värmebranschen.
I byn finns ett soldattorp, Sävtorpet, med anor från 1600-talet. Torpet är, enligt uppgifter från 2022, efter överenskommelse öppet för visning. Scener från programmet "Historien om Sverige" spelades in vid Sävtorpet under år 2022

## Historia
Byn tillhörde ursprungligen Segersta socken men överflyttades tillsammans med de närliggande byarna Böle och Granbo till Hanebo socken år 1776. Acktjära hade egen skola som var i bruk fram till år 1952. Efter att skolan stängdes har lokalen fungerat som bygdegård, den före detta skolan överläts av kommunen till Acktjära Byförening som bildades år 1991. En ångsåg har funnits i byn, den var i drift till 1940-talet och låg i anslutning till Herteån som flyter genom byn.

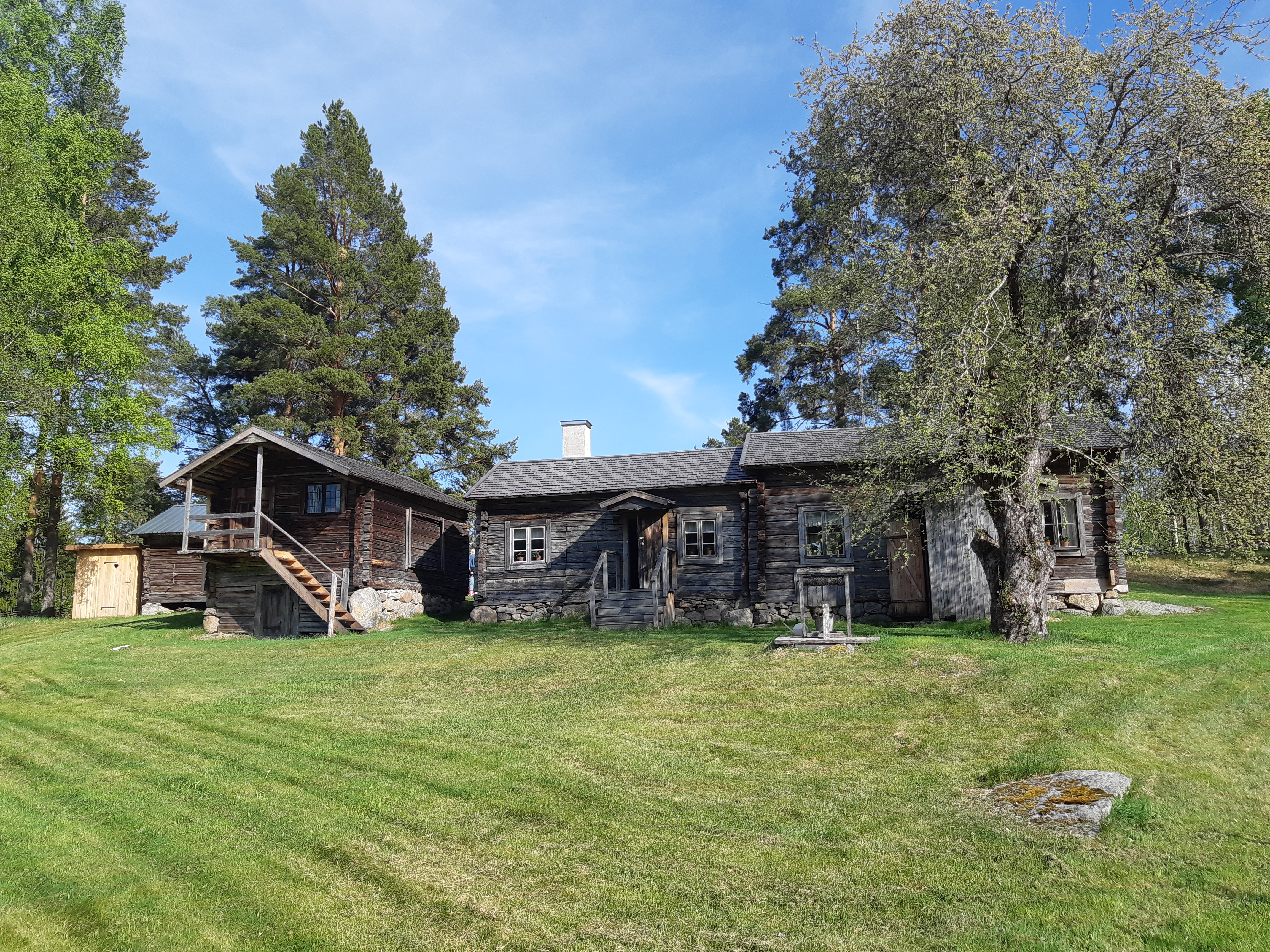
Sävtorpet i Acktjära.

## Personer med anknytning till Acktjära
- Prins Daniel
- Åsa Jinder
- Jonas Otter
- Hans Åström
- Hugo Westling
- Olle Westling